# Biennale de Johannesbourg
La biennale de Johannesburg, lancée à Johannesburg dans l'Afrique du Sud post-apartheid, est considérée comme l'une des manifestations d'art contemporain les plus marquantes des années 1990, même si elle n'a connu que deux éditions, en 1995 et 1997.

## Première édition (1995)
Africus, la première biennale, se tient du 28 février au 30 avril 1995, sous le commissariat de Lorna Ferguson et Christopher Till. L. Ferguson, alors directrice d'une galerie d'art à Pietermaritzburg dans le Natal, avait pris conscience, en visitant en 1992 la documenta de Cassel, du rôle joué par cet événement, créé en 1956, dans la reconquête d'une identité artistique allemande. Elle eut l'idée d'un événement comparable, susceptible de mettre fin à l'isolationnisme culturel sud-africain.
Effectivement, dans le contexte des élections générales sud-africaines de 1994 – premières élections non raciales au suffrage universel de l'histoire du pays – suivies de l'élection de Nelson Mandela à la présidence de la République, il s'agissait, comme pour la coupe du monde rugby organisée la même année, de reconstruire l'image de la nouvelle nation et lui permettre de se positionner sur la scène internationale.
Sur un espace de 30 000 m2, l'exposition accueille 292 artistes étrangers, venus de 60 pays, aux côtés de 150 peintres et sculpteurs locaux. Parmi les participants africains, on remarque notamment les Béninois Calixte Dakpogan et Romuald Hazoumè, la photographe camerounaise Angèle Etoundi Essamba, le Ghanéen Kofi Setordji, les Sénégalais Moustapha Dimé et Souleymane Keita, le Tanzanien George Lilanga, la Zimbabwéenne Berry Bickle, les Sud-Africains Kendell Geers ou William Kentridge.
Cette première expérience connaît quelques tâtonnements et polémiques. L'argent investi (l'équivalent de 5 millions de francs) n'aurait-il pas pu être mieux utilisé dans un pays encore confronté aux besoins essentiels de sa population ? Mais faut-il attendre – ici comme ailleurs – que les besoins de santé et de logement soient satisfaits pour faire une place à l'art ?
La manifestation, soucieuse d'incarner la nouvelle nation arc-en-ciel, se veut résolument hybride, consensuelle et politiquement correcte, à travers deux thèmes principaux, Alliances fragiles et Décolonisons nos esprits. Le design est spécifiquement sud-africain. Onze expositions d'artistes sud-africains sont organisées à travers la ville, onze autres dans les townships. De manière « presque obsessionnelle », elle veille à l'élargissement des critères de sélection, à la visibilité des différents groupes ethniques et à l'absence de hiérarchie entre les différentes formes artistiques. Elle met l'accent sur les spécificités de l'Afrique du Sud où, compte tenu de son histoire, les définitions de la « qualité » et de l'« art » peuvent être assez éloignées de celles qui ont cours à l'échelle internationale.
Même si l'événement reproduit en partie le modèle classique de la biennale de Venise ou d'autres événements artistiques de l'hémisphère sud (São Paulo, Sydney), majoritairement conçus à l'étranger par des experts européens ou nord-américains, Africus a bénéficié d'une importante couverture médiatique nationale et internationale et a eu des effets positifs sur les artistes locaux et leur insertion dans les réseaux internationaux. En outre, les installations vidéo et les technologies numériques ont permis aux Sud-Africains ne disposant pas de ressources suffisantes pour voyager d'avoir accès au langage visuel propre à l'art contemporain dans le contexte de la mondialisation.
Trois artistes de la République Dominicaine y ont participé: Tony Capellán, Marcos Lora Read et Belkis Ramírez.

## Deuxième édition (1997)
Sous le titre Trade Routes: History and geography, la seconde biennale se déroule sur différents sites, à Johannesburg et au Cap, du 12 octobre au 12 décembre 1997, mais s'achève environ un mois avant la date de clôture initialement fixée au 18 janvier 1998, pour des raisons financières imputées à la Municipalité de Johannesburg.
Sous la direction d'Okwui Enwezor, l'exposition, en rupture avec l'organisation classique par pavillons nationaux, s'articule autour de six thèmes confiés à six commissaires (américain, espagnol, chinois, coréen, cubain et sud-africain). La plus importante, Alternating Currents, se tient à l'Electric Workshop, une ancienne centrale électrique transformée pour l'occasion. Les Sud-Africains peuvent ainsi découvrir les œuvres des Cubains Coco Fusco (en) et Tania Bruguera, de l'Afro-Américain David Hammons, du Congolais Bodys Isek Kingelez ou du Britannique Isaac Julien, tandis que leurs compatriotes, Santu Mofokeng ou Penny Siopis (en), ont accès à un plus large public. Des artistes de 63 nationalités participent à la biennale qui, selon la vision de son commissaire Enwezor, veut transcender les données de l'Histoire dans une nouvelle représentation du monde, moins polarisée.
Cette expérience ambitieuse, qui donne une visibilité sans précédent aux artistes locaux et aux galeries d'art, est célébrée par les critiques internationaux, mais mal comprise dans une démocratie en devenir, car très éloignée du contexte local et des préoccupations immédiates de nombreux Sud-Africains. La personnalité même d'Enwezor, d'origine nigériane mais vivant alors à New York, suscite le scepticisme : il est perçu comme un « soi-disant Africain », « captif de l'intelligentsia blanche ». Lui-même fut profondément déçu par les difficultés rencontrées et l'interruption prématurée de la biennale, tandis que de nombreux visiteurs se demandaient ouvertement s'il était « possible de créer une biennale transnationale dans un pays qui n'était pas encore une nation ».

## Troisième projet (2000)
Pour tenter de remédier à ces biais, la troisième édition, Ubuntu 2000 – en référence au concept africain d'Ubuntu – est préparée par des commissaires sud-africains, qui se réclament davantage du FESTAC 77 (Second World Black and African Festival of Arts and Culture), organisé à Lagos en 1977, et de son prototype, le Festival mondial des arts nègres, tenu à Dakar en 1966.
 
Cependant l'État et la municipalité de Johannesburg refusent de s'y impliquer et cette troisième biennale n'a jamais lieu.